# Sobarocephala nigrohumeralis
Sobarocephala nigrohumeralis är en tvåvingeart som beskrevs av Charles Howard Curran 1928. Sobarocephala nigrohumeralis ingår i släktet Sobarocephala och familjen träflugor.
Artens utbredningsområde är Jamaica. Inga underarter finns listade i Catalogue of Life.